# Louis Ferdinand Elle der Ältere

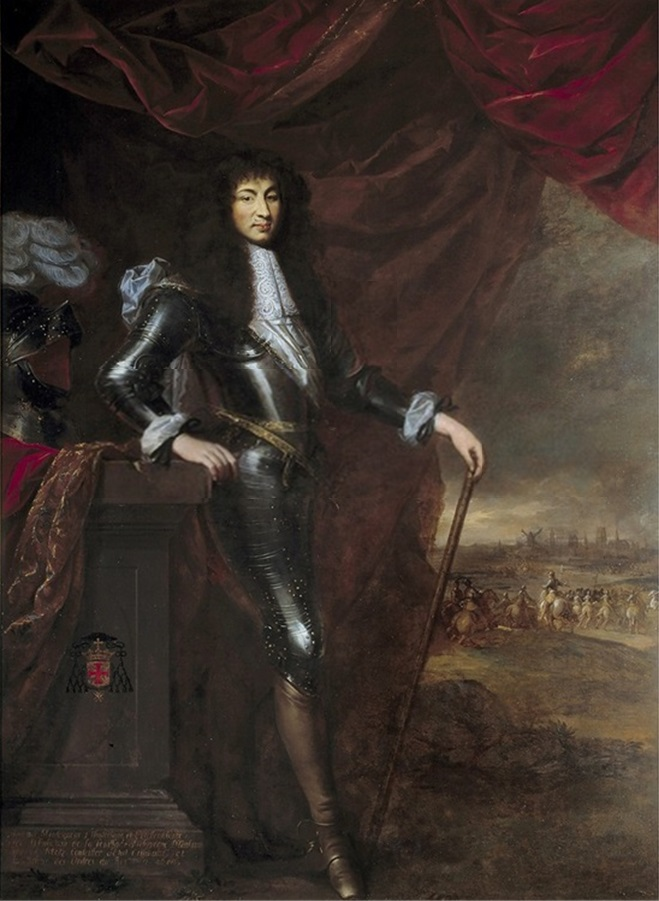
Louis Elle gen. Ferdinand d. Ä. (zugeschrieben): König Ludwig XIV., Öl auf Leinwand, Musée de la Cour d’Or, Metz

Louis Elle, genannt Ferdinand der Ältere („Ferdinand l’ainé“ oder „le vieux“; Nachname auch: Helle, van Helle oder Elie; * 19. Juli 1612 in Paris; † 6. März oder 12. Dezember (?) 1689 ebenda) war ein französischer Maler und Mitglied einer bekannten Künstlerfamilie, die besonders für ihre Porträts bekannt sind. Er ist auch als Louis Ferdinand Elle d. Ä. bekannt, oder als Louis Elle Ferdinand II.

## Leben
Louis war ein Sohn des aus Flandern nach Frankreich eingewanderten Malers Ferdinand Elle (1576–vor 1637) und der Marie Fernand (oder Marie Flamand) (um 1585–1649); sein jüngerer Bruder Pierre Elle (1617–1665) war Kupferstichverleger und auch Maler und lebte mit Louis zusammen im selben Haus in Paris. Sowohl Louis als auch Pierre übernahmen den Vor- und Künstlernamen „Ferdinand“, unter dem ihr Vater allgemein bekannt war. Um seine eigenen Werke von denen seines Bruders zu unterscheiden, signierte Louis selber bis zu dessen Tod im Jahr 1665 als „Ferdinand l’âiné“, also als „Ferdinand der Ältere“.

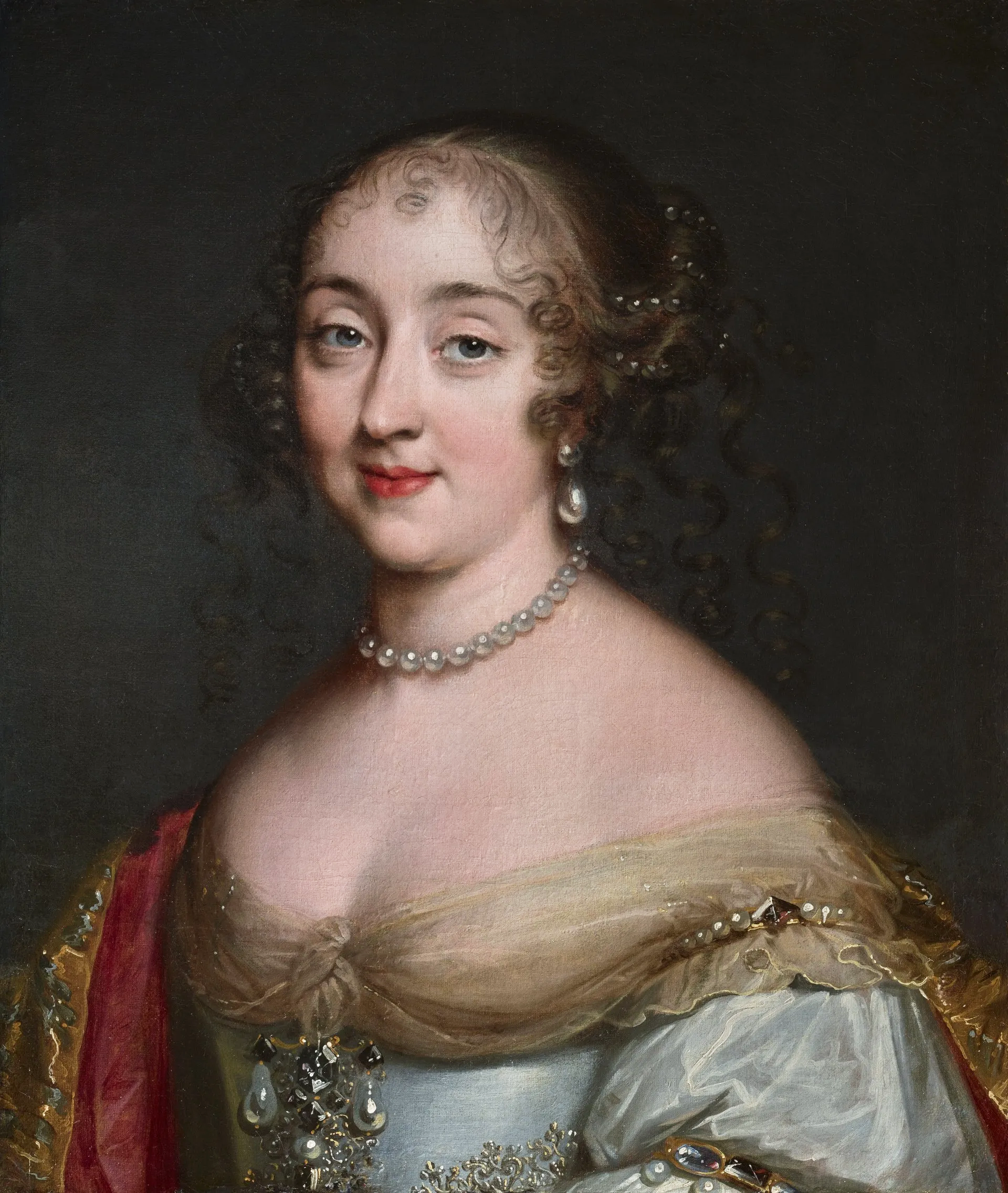
Bildnis einer Dame, um 1655–65, Öl auf Leinwand, 55 × 46 cm, Privatsammlung

Louis Elle heiratete 1637 Elisabeth d’Allemagne (ca. 1622–1677), die Tochter eines Goldschmieds; von ihren sechs gemeinsamen Kindern wurde der Sohn Louis Elle, genannt „Ferdinand fils“ („Ferdinand Sohn“; 1648–1717) gleichfalls Maler.
Louis Elle d. Ä. erlernte die Malerei bei seinem Vater und übernahm dessen Werkstatt. Etwa ein Jahr nach dessen Tod, im Jahr 1638 hatte er einen Lehrling namens Gilles Minguet.
1648 gehörte er zu den zwölf Gründungsmitgliedern der Académie Royale de peinture et de sculpture und lehrte an der Académie als „professeur“ ab 1659. Elle war einer der beliebtesten und gefragtesten Maler der französischen Aristokratie seiner Zeit und hatte eine ungewöhnlich lange und erfolgreiche Karriere. Wahrscheinlich hatte er auch eine Werkstatt, die Kopien seiner Werke anfertigte, so wie das bei Porträtmalern üblich war. Von dem durch seine Malerei erworbenen Wohlstand konnte er sich 1661 ein Landhaus in Orgenoy bei Melun kaufen.

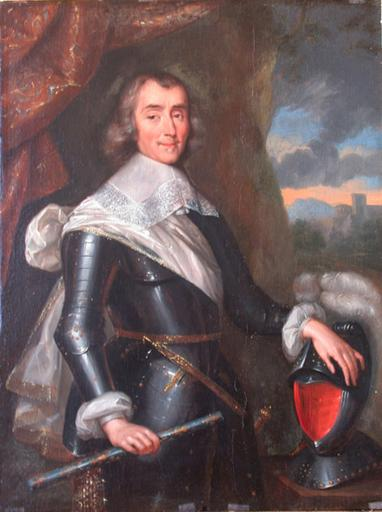
Abraham de Fabert d’Esternay, um 1655–60, Öl auf Leinwand, 32,0 × 26,5 cm, Musée Condé, Chantilly. Dies ist eines der sechs signierten Werke Louis Elles d. Ä.

In den 1660er Jahren hatte er die Ehre den jungen König Ludwig XIV. höchstpersönlich zu porträtieren, zwei entsprechende Gemälde befinden sich im Musée des Beaux-Arts in Metz und im Musée Antoine Lécuyer in Saint-Quentin; ein Porträt der Königin Marie-Thérèse von der Hand Louis Elles d. Ä. besitzt das Karmeliter(rinnen?-)Kloster in Créteil. Er malte außerdem die königliche Maitresse Madame de Montespan und den Grand Dauphin.
Laut seinem eigenen Inventar und dem seiner Frau zählten zu seinen Kunden außerdem der Finanzminister Nicolas Fouquet; die Grande Mademoiselle, Cousine Ludwigs XIV.; Jean-Baptiste Colbert; König Karl II. von England und die Königin von Spanien (Marie Louise d’Orléans), sowie zahlreiche Adlige aus dem Umkreis des königlichen Hofes, wie Madame de Grignan, die Tochter von Madame de Sévigné; der Président Perrault; Mademoiselle de Thianges; der Marschall Friedrich von Schomberg u. a.
1673 stellte er im Salon der Académie drei Gemälde aus, die Porträts des Chevalier d’Harcourt, eines Monsieur Mouchy und eines Monsieur Hugot.

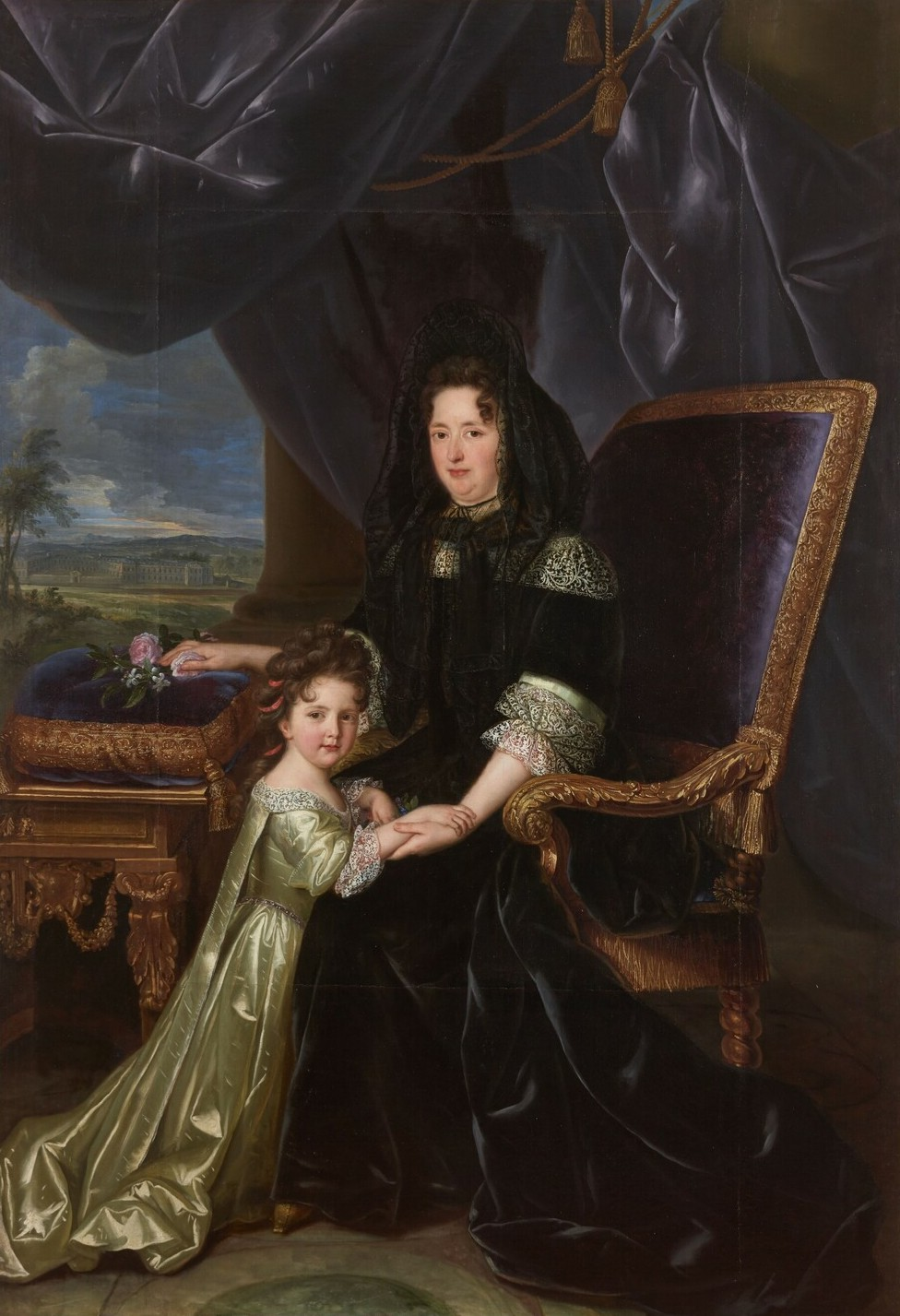
Madame de Maintenon mit ihrer Nichte Françoise-Amable d’Aubigné vor einer Ansicht von Saint-Cyr, um 1688–89, Schloss Versailles. Das Gemälde ist möglicherweise ein Gemeinschaftswerk mit dem Sohn Louis Elle d. J..

Als Ludwig XIV. im Laufe der Zeit immer bigotter und intoleranter in Glaubensfragen wurde, bekam Elle, der Protestant war, Probleme: im Zuge der immer strengeren anti-hugenottischen Maßnahmen wurde der Maler am 10. Oktober 1681 aus der Académie ausgeschlossen, obwohl er zu deren Gründungsmitgliedern gehörte. Nach der Aufhebung des Edikts von Nantes (1685) entschied er sich schließlich seinem protestantischen Glauben abzuschwören und wurde prompt am 26. Januar 1686 wieder in die Académie aufgenommen.
Ein Spätwerk, das eventuell unter Mitarbeit seines Sohnes entstand oder von diesem nach dem Tode seines Vaters fertiggestellt wurde, ist das berühmte Bildnis der Madame de Maintenon mit ihrer Nichte Francoise-Amable d’Aubigné vor einer Ansicht von Saint-Cyr (um 1688–89, Schloss Versailles).
Ungefähr 30 Porträts von Elle wurden von verschiedenen Kupferstechern im Druck veröffentlicht.
Elle selber betätigte sich gelegentlich auch als Kupferstecher, arbeitete dabei aber vor allem nach Werken anderer Künstler, wie Francesco Primaticcio, Jacopo Palma il Giovane, Louis Testelin und Charles Errard. Er veröffentlichte außerdem zwei Sammlungen für den Zeichenunterricht (1644 und 1650), unter anderem mit Stichen nach Werken Jusepe de Riberas.

## Stil und Werk

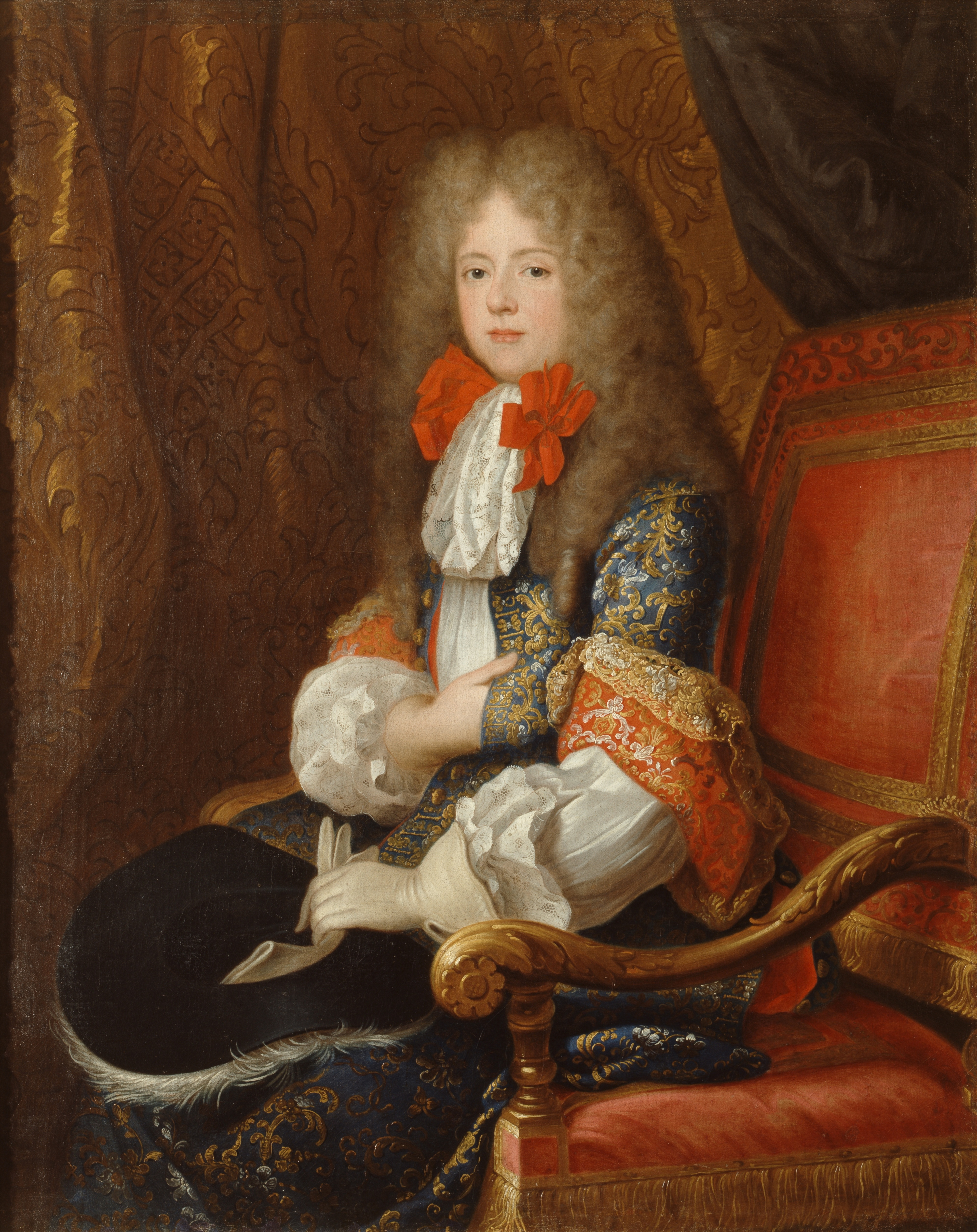
Louis Elle d. Ä. (zugeschrieben): Elisabeth Charlotte von der Pfalz im Jagdkostüm, um 1673, Öl auf Leinwand, 120 × 97,5 cm, Stiftung Preußische Schlösser und Gärten Berlin-Brandenburg

Eine eindeutige Identifizierung von Werken Louis Elles d. Ä. ist nicht ganz einfach, zumal sein gleichnamiger Sohn und sein jüngerer Bruder Pierre zu seinen Lebzeiten ebenfalls als Porträtisten und unter dem Künstlernamen „Ferdinand“ bekannt waren, was schon zu Verwechslungen führte.

Von Louis Elle d. Ä. sind nur sechs eindeutig gesicherte, signierte Porträts erhalten, die zusammen mit einigen Dokumenten die Grundlage für einen relativ umfangreichen Werkkatalog bilden, der ihm zugeschrieben wird. Die genannten signierten Bilder sind:
- Porträt von Sir George Hay of Megginch, datiert 1649, ehemals Besitz von Miss Harley Bacon, aktueller Verbleib unbekannt[6]
- Bildnis eines Mannes, datiert 1650, Verbleib unbekannt[3]
- Bildnis des Abraham Fabert (um 1655–60) im Musée Condé, Chantilly (Abb. oben links); vom letzteren existiert auch ein Kupferstich.[3][4]
- Bildnis der Madame de Mauteville, datiert 1664, Minneapolis Institute of Arts[4]
- Porträt eines jungen Mannes in antiker Rüstung, datiert 1664, Musée de Tessé, Le Mans[4]
- Porträt einer Dame, Musée Grobet Labadié, Marseille[4]
- Porträt einer Dame, ehemals in Auktion im Hôtel Drouot, Paris (2. Dezember 1996, Nr. 32)[4]

Sein Stil ist von Anthonis van Dyck und französischen Vorbildern beeinflusst, mit einer weichen, glatten, flüssigen Pinselführung und einer präzisen Darstellung von Stoffen, die Gesichter (vor allem von Frauen) wahrscheinlich leicht idealisiert. Komposition und Posen der Dargestellten sind fantasievoll und abwechslungsreich. Mit Vorliebe stellte er seine Modelle vor einem Ausblick in eine Landschaft dar. Es lässt sich eine gewisse Entwicklung erkennen: In den 1650er und frühen 1660er Jahren erinnert seine Malerei etwas an die Beaubruns, fällt aber durch eine größere Lebendigkeit und individuellere Charakterisierung der weiblichen Gesichter auf, in den 1670ern nähert er sich mehr Pierre Mignard an und im Spätwerk zeigt er bereits Züge, die an Hyacinthe Rigaud gemahnen. Als besonders charakteristisch für Louis Elle d. Ä. gilt die Art und Weise, wie er die Augen mit Glanzlichtern darstellte, wodurch der Blick der Porträtierten sehr lebendig und geistvoll wirkt.